# Castro de Elviña
Castro de Elviña je keltské hradiště, patřící ke tzv. casterské kultuře severozápadní části Pyrenejského poloostrova. Nachází se ve městě A Coruña (v Galicii ve Španělsku), ve čtvrti San Vicenzo de Elviña, poblíž hlavního kampusu Univerzity A Coruña, na malé vyvýšenině, mezi údolími Elviña a Mesoiro. Patřící mezi nejzachovalejší keltská hradiště v Galicii.
Castro tvoří několik terasovitých prostorů, oddělených hradbami. Památkově nejvýznamnější je hradba kolem croa (nejvyššího a centrálního prostoru), která zahrnuje monumentální vstup lemovaný dvěma obrannými půlkruhovými věžemi. Mezi nimi se nachází rampa a kamenné schodiště. Na některých místech si hradby zachovaly výšku přesahující čtyři metry.
V jihovýchodní terasovité části se zachovaly základy několika staveb, například rozsáhlá obdélníková studna nebo chrám s falickým idolem. V castru de Elviña byl také objeven slavný poklad z Elviñy, který je uchováván v Archeologickém a historickém muzeu na hradě Santo Antón v centru A Coruñy.

## Historie
Hradiště bylo založeno zhruba ve 3. stoletím př. n. l. místními keltskými kmeny. Již v této nejstarší době se na hradišti provozovalo kovářství a vyráběly se meče nebo šperky. V průběhu století se hradiště díky mezinárodnímu námořnímu obchodu rozvíjelo a bylo postaveno několik hradeb za sebou pro lepší ochranu hradiště. Zhruba na přelomu letopočtu se do regionu začínají dostávat Římané, přičemž hradiště je nějakou dobou obývané i v době římské, ale okolo 2. století n. l. je opuštěno. Velká část obyvatel se pravděpodobně přestěhovala do římského města Brigantium (dnešní A Coruña).
Archeologický průzkum v lokalitě začal v roce 1940. Poměrně zachovalé hradby a základy staveb byly odkrývány potupně, v rámci třech  etap velkého archeologického průzkumu (I. etapa 1947 - 1953, II. etapa 1979 - 1985, III. etapa 2002 - dodnes). Od roku 1962 je lokalita památkově chráněna, přesto ale bylo později postaveno elektrické vedení vedoucí přímo skrz areál hradiště, které ovšem bylo v roce 2015 odstraněno.
Celý areál je přístupný veřejnosti, vstup je ale možný pouze s průvodcem.

## Galerie

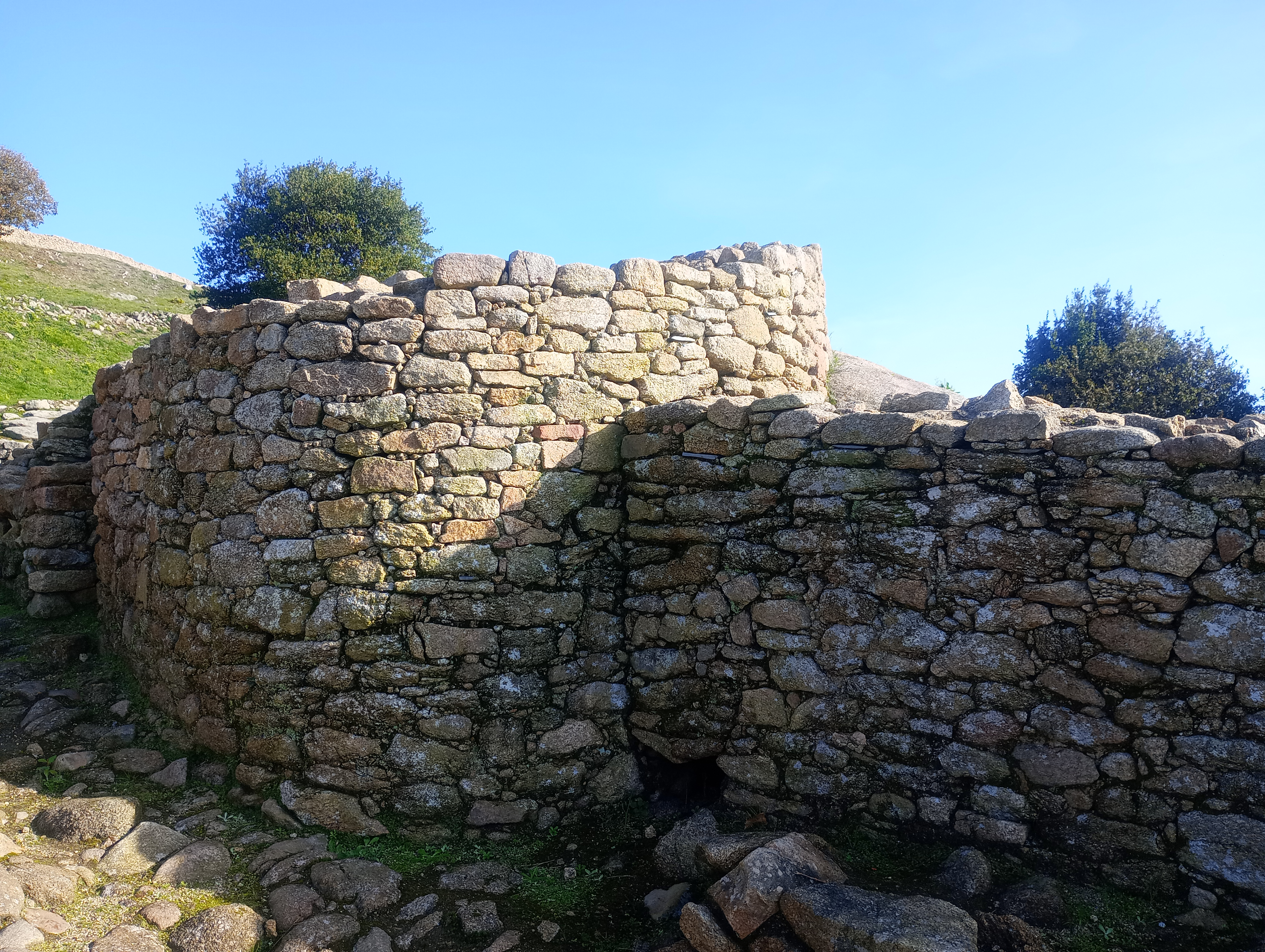
Pozůstatky věže
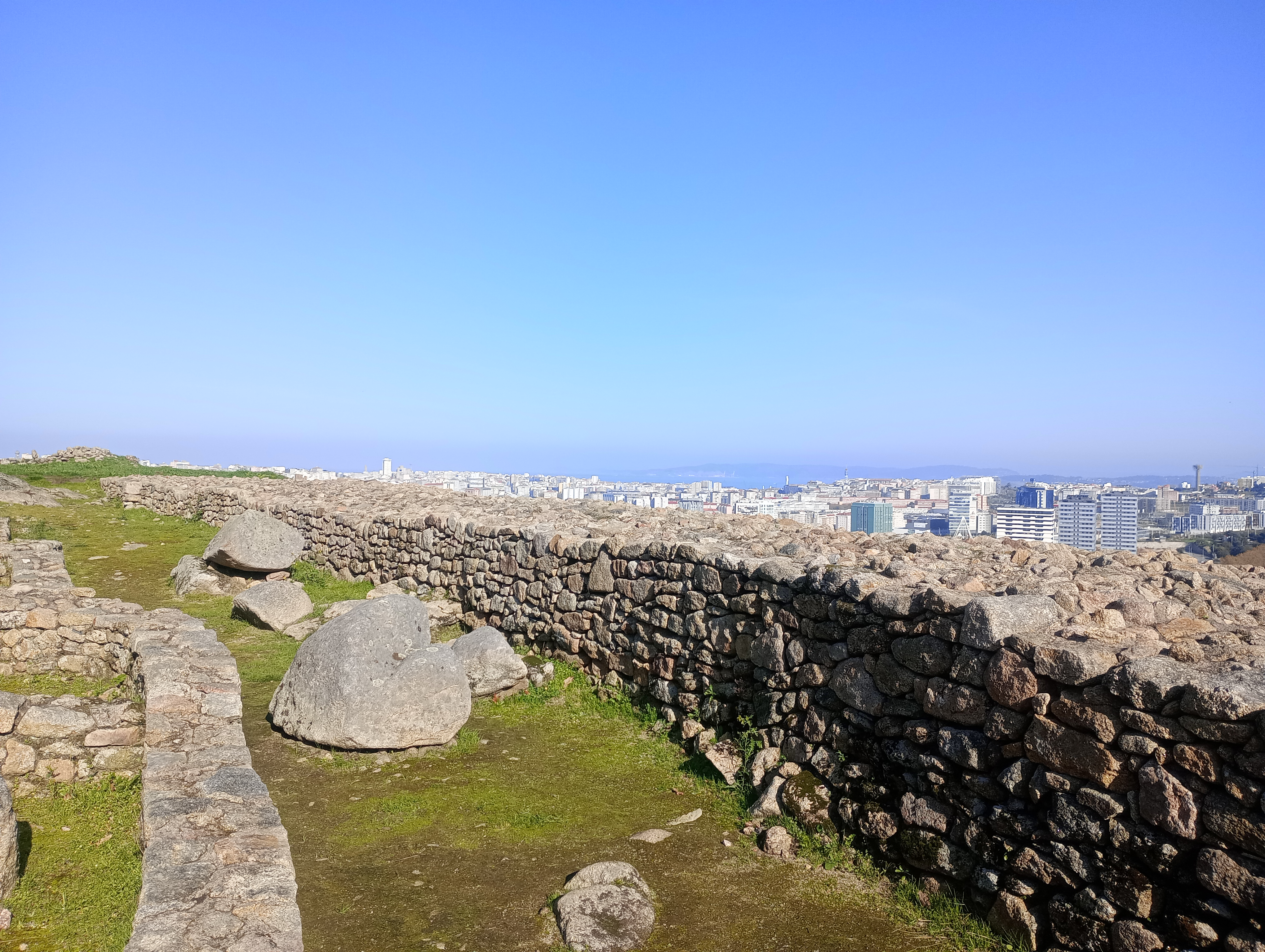
Hradby, v pozadí pohled na město A Coruña
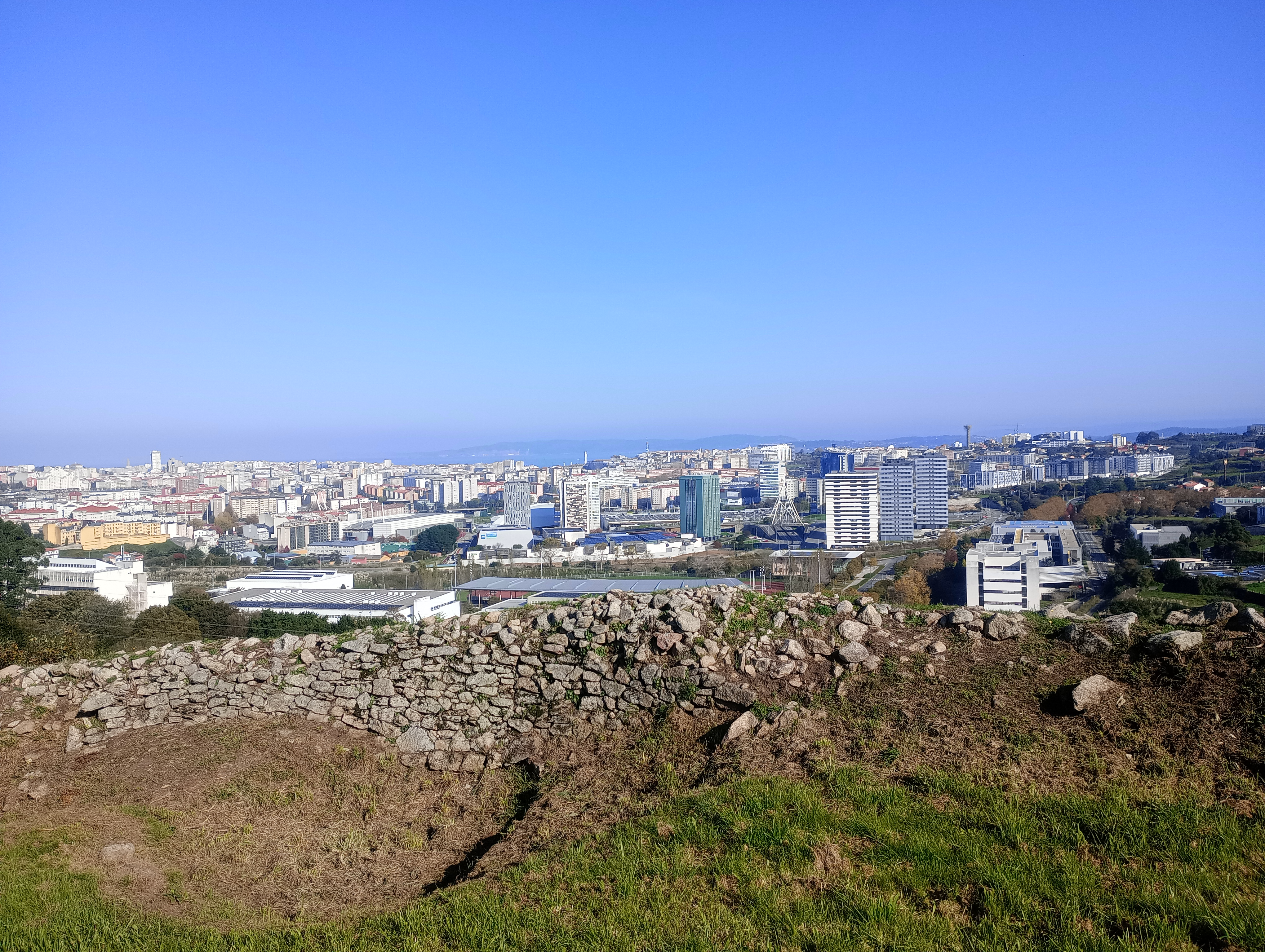
Hradby, v pozadí pohled na město A Coruña
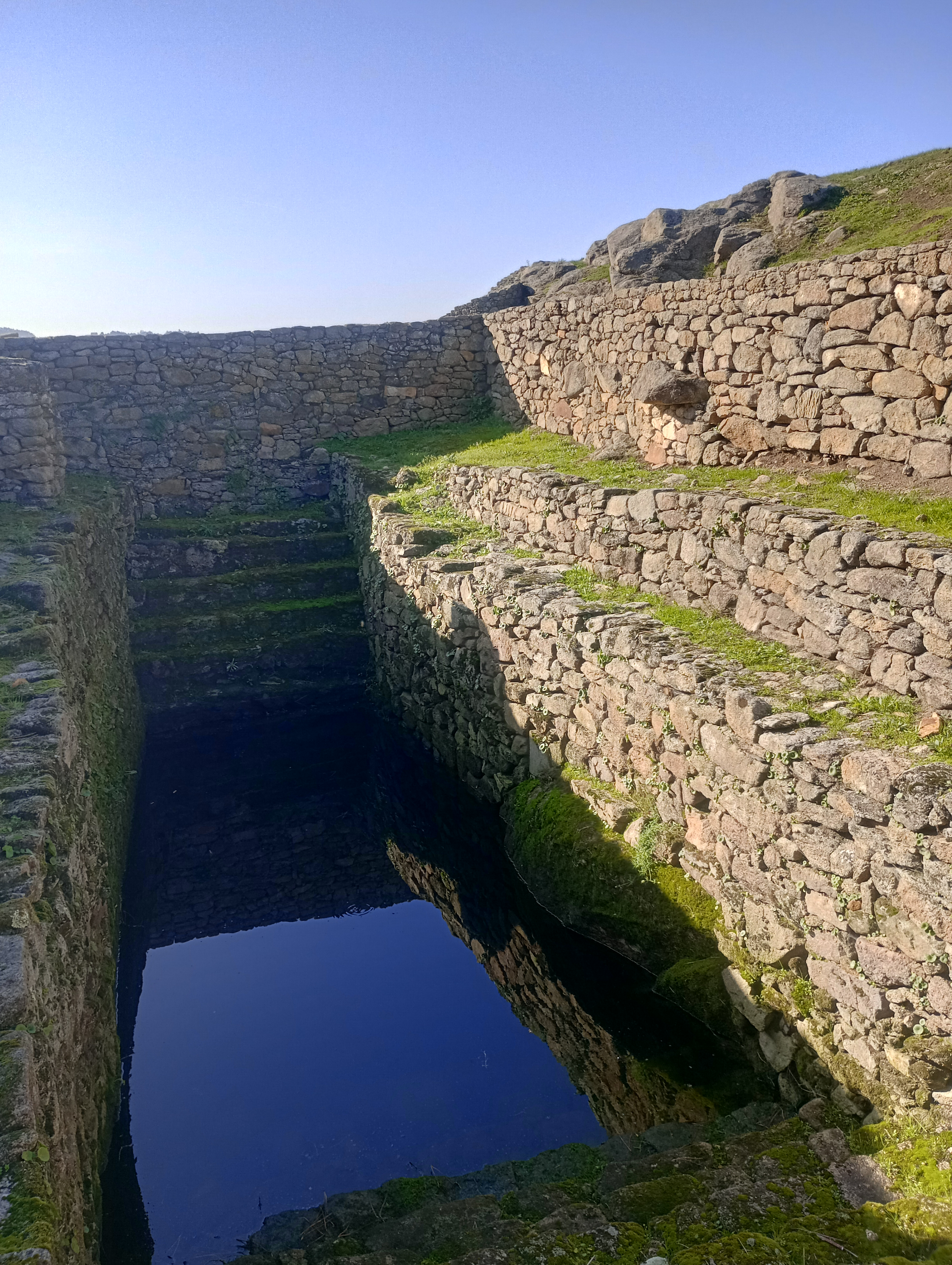
Původní studna